# Robbert Wigt

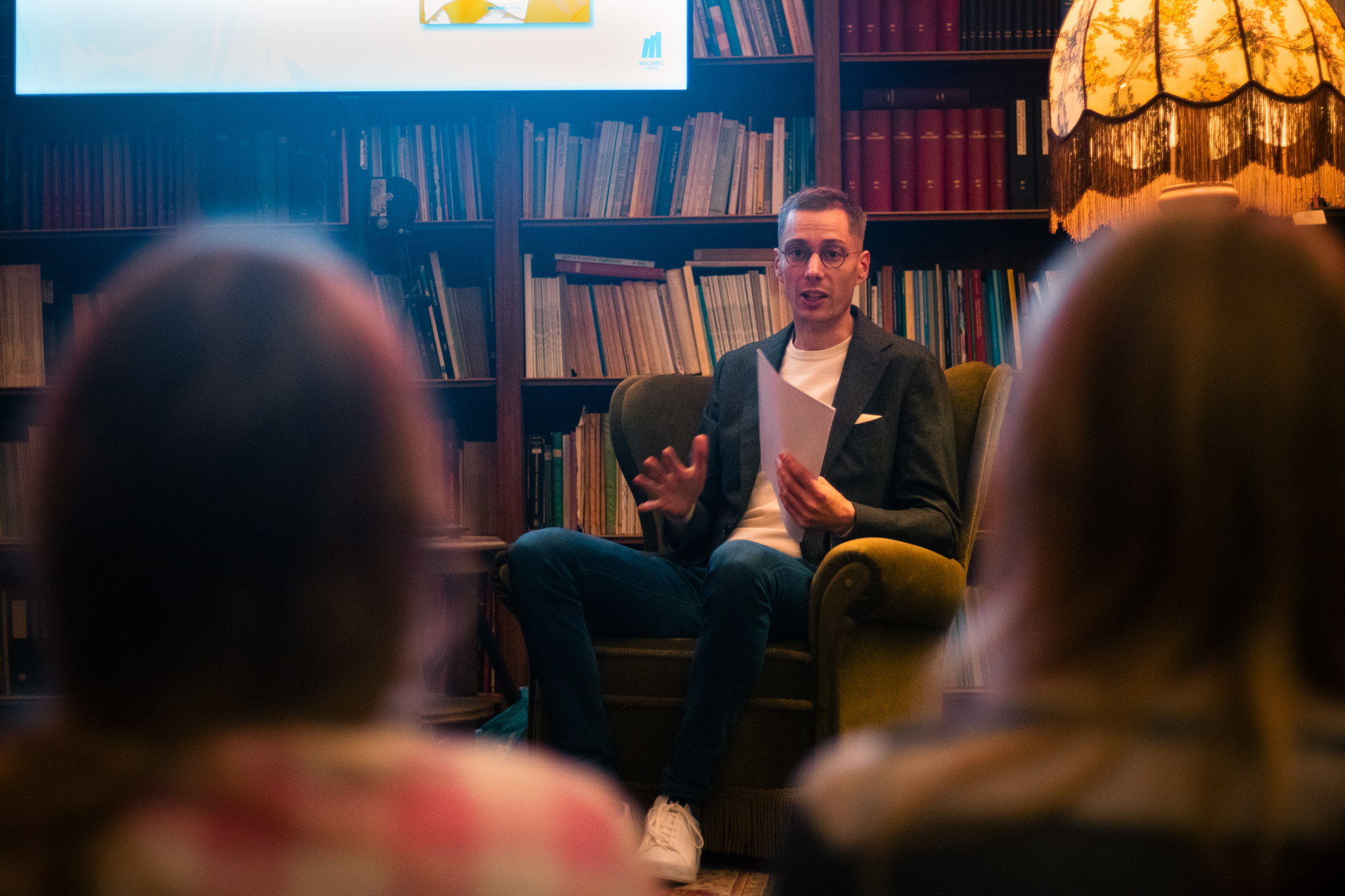

Robbert Wigt (Voorburg, 12 april 1989) is een Nederlandse auteur en docent Nederlandse taal- en letterkunde. Hij schrijft populair-wetenschappelijke publicaties over het taalgebruik van politici, waarbij hij met name de retorische en argumentatieve strategieën van prominente politieke figuren analyseert.

## Opleiding en carrière
Na het behalen van zijn vwo-diploma studeerde Wigt Nederlandse taal en cultuur aan de Universiteit Utrecht. Tijdens zijn masteropleiding specialiseerde hij zich aan de Universiteit Leiden in argumentatieleer en retorica. Sinds de afronding daarvan is hij werkzaam als docent Nederlandse taal- en letterkunde en richt hij zich in zijn onderzoek en publicaties op de verbinding tussen politiek taalgebruik en de maatschappelijke impact.

## Publicaties
In 2023 bracht Wigt zijn eerste boek uit bij Uitgeverij Walburg Pers, Supergaaf: De overtuigende taal van Mark Rutte. In dit werk analyseert hij het taalgebruik van oud-premier Mark Rutte, waarbij hij voornamelijk gebruikmaakt van de theorieën uit de pragma-dialectiek. Het boek is een diepgaande studie naar de retorische effectiviteit van Rutte, die sinds het begin van zijn premierschap geroemd wordt om zijn debatvaardigheden. Over zijn motivatie voor het boek zei Wigt:
Vanaf het begin van zijn premierschap werd Mark Rutte door vriend en vijand geprezen om zijn debatvaardigheden. De vraag die daaruit voortvloeide, was wat de oorzaak is van zijn effectiviteit. Met Supergaaf hoopte ik daar inzicht in te geven en daarmee een bijdrage te leveren aan taalbewustzijn." (Onze Taal).
Supergaaf werd in 2023 genomineerd voor de Taalboekenprijs, een prestigieuze onderscheiding voor boeken die een bijzondere bijdrage leveren aan het vergroten van taalbewustzijn bij een breed publiek.
In 2025 publiceerde Wigt zijn tweede boek bij Uitgeverij Brooklyn, Kopvoddentaal: de overtuigende taal van Geert Wilders. Met Kopvoddentaal biedt Wigt niet alleen een diepgaand inzicht in de retorische strategieën van Wilders, maar belicht hij ook welke reacties op de PVV-leider effectief en welke minder effectief zijn gebleken. Het boek laat zien hoe taal een cruciale rol speelt in het politieke succes en waarom Wilders' communicatiestrategie zo uniek en krachtig is.